# Clã Terazawa
O Clã Terazawa (寺澤市, Terazawa-shi) foi um clã samurai que descende de Ki no Haseo.
- Terazawa Hirotaka (1563-1633). Também chamado de Masanari,  foi vassalo de Toyotomi Hideyoshi, após a Campanha de Kyūshū (1587) recebeu o Domínio de Karatsu (Província de Hizen - 80.000 koku). Em 1600, ele lutou com Tokugawa Ieyasu e foi recompensado com as ilhas Amakusa com uma renda de 120.000 koku.[1]
- Terazawa Katataka (1609-1647). Filho de Hirotaka, um dos responsáveis pela Rebelião de Shimabara (1637-1638) que levou os camponeses insatisfeitos com impostos excessivos e o sofrimento dos efeitos da fome, se revoltaram contra os seus senhores.[2] Embora a rebelião tenha sido suprimida Katataka perdeu o controle das Ilhas Amakusa em 1638. Ficou enclausurado no Sensō-ji em Asakusa (Edo), onde completamente louco se suicidou. O Clã foi extinto com sua morte.[1]